# Monarhia din Iulie
Monarhia din Iulie (franceză Monarchie de Juillet) este numele dat regimului din Franța între 1830 și 1848. Regimul a fost o monarhie constituțională ce a luat naștere după Revoluția din iulie în 1830 și a supraviețuit până la Revoluția de la 1848. Regele Ludovic-Filip făcea parte din Casa de Orléans, ramura mai mică a Casei de Bourbon, iar titlul său era Regele francezilor (franceză Roi des Français) și nu Regele Franței (franceză Roi de France). Acesta este un semn de acceptare a suveranității populare în detrimentul dreptului divin. Ludovic-Filip exprima într-o scrisoare din 1831 scopul regimului: „Noi încercăm să menținem calea de mijloc justă, egal depărtată de excesul puterii populare și de abuzul puterii regale”.
Regimul a fost foarte agitat, spectrul politic fiind împărțit între loialiști - susținători ai fostului rege Carol al X-lea, republicani, bonapartiști și orelaniști - susținători ai lui Ludovic-Filip. Înalta burghezie era clasa dominantă iar epurarea administrației de elemente loialiste a readus în multe posturi cheie foști membri ai perioadei imperiale. După cucerirea Algeriei, în 1830, regimul demarează o politică de colonizare. Dezvoltarea industrială din această perioadă a inițiat noi fenomene sociale și destrămarea vechilor bresle. Aceste modificări sociale, ce au dus la apariția unei mari mase de săraci, au fost printre cauzele revoluției de la 1848 ce a dus la căderea regimului.